# 吳秋齡
吳秋齡（1957年9月9日—），臺灣女性政治人物，中國國民黨籍。吳秋齡畢業於國立臺灣海洋大學，2014年起任宜蘭縣議會議員（羅東鎮選區）。2018年，吳秋齡當選羅東鎮鎮長，也是自前任鎮長林姿妙當選以來第二位女性鎮長。

## 選舉

### 2014年中華民國直轄市議員及縣市議員選舉
- 應選出名額：5席，含婦女保障名額：1席
- 選舉人數：53,526
- 投票數（投票率）：34,803（65.02%）
- 有效票（比率）：33,993（97.67%），無效票（比率）：810（2.33%）

| 號次 | 候選人 | 性別 | 政黨       | 得票數 | 得票率 | 當選標記 |
| ---- | ------ | ---- | ---------- | ------ | ------ | -------- |
| 1    | 陳漢鍾 | 男   | 無黨籍     | 6,679  | 19.65% |          |
| 2    | 劉添梧 | 男   | 民主進步黨 | 5,551  | 16.33% |          |
| 3    | 吳秋齡 | 女   | 中國國民黨 | 7,646  | 22.49% |          |
| 4    | 謝志得 | 男   | 民主進步黨 | 3,464  | 10.19% |          |
| 5    | 黃素琴 | 女   | 民主進步黨 | 5,640  | 16.59% |          |
| 6    | 陳鴻禧 | 男   | 中國國民黨 | 5,013  | 14.75% |          |

### 第十八屆羅東鎮長選舉
- 選舉人數：55,380
- 投票數（投票率）：35,845（64.73%）
- 有效票（比率）：35,063（97.82%），無效票（比率）：782（2.18%）

| 號次 | 候選人 | 性別 | 政黨       | 得票數 | 得票率 | 當選標記 |
| ---- | ------ | ---- | ---------- | ------ | ------ | -------- |
| 1    | 薛呈懿 | 女   | 無黨籍     | 9,821  | 28.01% |          |
| 2    | 黃素琴 | 女   | 民主進步黨 | 10,346 | 29.51% |          |
| 3    | 吳秋齡 | 女   | 中國國民黨 | 14,896 | 42.48% |          |

### 第十九屆羅東鎮長選舉
- 選舉人數：54,826
- 投票數（投票率）：33252（60.65%）
- 有效票（比率）：32228（%），無效票（比率）：1024（%）

| 號次 | 候選人 | 性別 | 政黨       | 得票數 | 得票率 | 當選標記 |
| ---- | ------ | ---- | ---------- | ------ | ------ | -------- |
| 1    | 黃適超 | 男   | 民主進步黨 | 15,722 | 48.78% |          |
| 2    | 吳秋齡 | 女   | 中國國民黨 | 16,506 | 51.22% |          |

## 爭議

### 涉嫌賄選
2022年9月6日，宜蘭地檢署搜索羅東鎮公所，吳秋齡、主任秘書、行政室主任等人都遭到約詢。起因是吳秋齡在2022年3月30日和多位校長、家長會長餐敘，遭人檢舉送紅酒涉嫌賄選，檢方依《公職人員選舉罷免法》第99條，諭令20萬元交保，其餘人等訊後請回。
2023年2月13日，開庭日吳秋齡否認犯行，稱餐敘及送紅酒等事與選舉無關。不過，在檢方的起訴書中發現，吳秋齡手機中的LINE對話曾交代助理「明天晚上校長會長聚餐不要提供行程」「這是我們自己宴請的」等語。同年9月，宜蘭地院宣佈判定證據不足無罪，檢調則回應將視情況決定是否再上訴。

## 外部連結
- 宜蘭縣議員吳秋齡
- 宜蘭縣議會_吳秋齡（页面存档备份，存于）